# Mémorial national de Vítkov
Le mémorial national de Vítkov (en tchèque Národní památník na Vítkově) à Prague, est un monument de style fonctionnaliste, situé au sommet de la colline de Vítkov qui domine le quartier de Žižkov. 
Édifié entre 1929 et 1932 sur les projets de l'architecte Jan Zázvorka, son objet initial est de célébrer la mémoire des légionnaires tchécoslovaques qui ont combattu aux côtés des Alliés lors de la Première Guerre mondiale. Il est agrandi entre 1946 et 1949 et sert, entre 1954 et 1962 de mausolée au premier président communiste de la Tchécoslovaquie, Klement Gottwald. Depuis la Révolution de Velours de 1990, le mémorial a repris sa destination initiale.
Le lieu (sa façade arrière) sert de décor pour le BPRD dans les films Hellboy (2014) et Hellboy 2 (2008) de Guillermo del Toro.

## Historique
En 1882, un cercle pour l'édification d'un monument à Jan Žižka se constitue. En 1907, la ville de Prague fait don de la colline pour cet usage. Le premier concours architectonique est lancé à la veille de la Première Guerre mondiale, en  1914 et interrompu par les hostilités. Avec l'indépendance de la nouvelle Tchécoslovaquie, un nouveau projet qui englobe un monument à la mémoire des Légions tchèques est lancé et le concours s'étale entre 1923 et 1927. 1931 voit l'acceptation du projet de statue équestre par Bohumil Kafka. La crise économique des années trente, l'invasion du pays, en 1939 par le Troisième Reich, expliquent qu'il faut attendre 1950 pour que la statue soit inaugurée.
Le décor intérieur, riche en marbres, statues, bronzes dorés et mosaïques est l'œuvre de Vincenc Beneš, Josef Malejovský, Otakar Nejedlý, Karel Štípl, Otakar Švec, Jan Štrusa, Max Švabinský, entre autres.
De 1954 à 1962, l'arrivée au pouvoir de Khrouchtchev marque la fin du culte de la personnalité. Le mémorial national sert aussi de mausolée à Klement Gottwald. Les restes des hauts fonctionnaires du Parti communiste tchécoslovaque y sont déposés.
En 1990, à la suite de la révolution de Velours, les restes des communistes sont retirés du mémorial qui se cherche alors une « seconde vie » ; il est loué temporairement pour des événements d'entreprise ou des fêtes privées. En 2007, il est alloué au Musée national pour devenir un lieu d'exposition sur l'histoire de la République tchèque et de la Tchécoslovaquie. Sa réouverture au public s'est faite en 2009.

## Tombe du Soldat inconnu

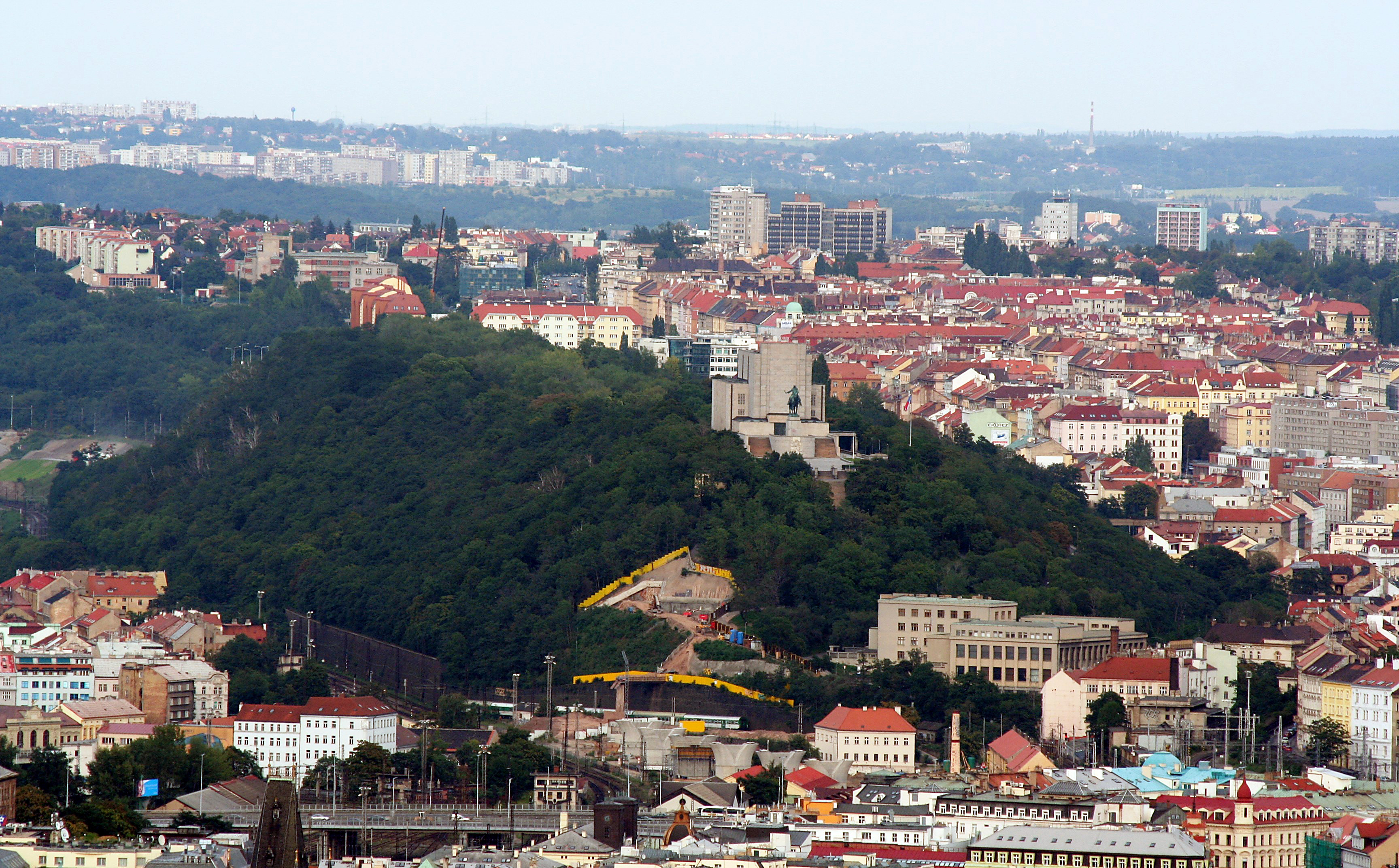
Vue d'oiseau de la colline de Vítkov avec le Mémorial en promontoire

La tombe du soldat inconnu est recouverte par une plaque de granit avec les armoiries de l’État et la dédicace « Gloire aux héros morts pour leur patrie ». Les armoiries originales de la première République ont été réalisées par le sculpteur Otakar Španiel. 
Elles ont été remplacées en 1962 par les armoiries socialistes dont l’auteur était Jiří Pradler. 
En août 1997, une copie des armoiries originales de Španiel et réalisée par les sculpteurs Vladimír Oppel et Martin Ceplecha fut de nouveau installée sur la tombe.

## Le mémorial
Le portail d’entrée en bronze est l’œuvre du sculpteur Josef Malejovský, il est décoré par des hauts-reliefs dont six sont consacrés à la période hussite. L’espace d’entrée est une salle solennelle revêtue de marbre, éclairée par le haut et abritant le plus grand orgue en République tchèque.